# Chmielonko
Chmielonko [pronunciación en polaco: /xmjɛˈlɔnkɔ/] (en casubio: Chmielónkò) es un pueblo ubicado en el distrito administrativo de Gmina Chmielno, dentro del condado de Kartuzy, voivodato de Pomerania, en Polonia del norte. Se encuentra aproximadamente a 2 kilómetros al sur de Chmielno, a 8 kilómetros al oeste de Kartuzy, y a 36 kilómetros al oeste de la capital regional Gdańsk.
Para detalles de la historia de la región, véase Historia de Pomerania.